# Ken Eckstein
Ken Eckstein (* 1965 in Coburg) ist ein deutscher Rechtswissenschaftler.

## Leben
Nach dem Abitur am Gymnasium Casimirianum studierte er Rechtswissenschaften in Regensburg als Stipendiat der Studienstiftung des deutschen Volkes (erste und zweite juristische Staatsprüfung 1993 und 1995 in Regensburg). Nach der Promotion 1999 bei Friedrich-Christian Schroeder an der Universität Regensburg und der Habilitation 2010 bei Friedrich-Christian Schroeder an der Universität Regensburg ist er seit 2017 Professor für Strafrecht und Strafprozessrecht an der Ruhr-Universität Bochum.

## Schriften (Auswahl)
- Besitz als Straftat. Berlin 2001, ISBN 3-428-10191-X.
- Ermittlungen zu Lasten Dritter. Tübingen 2013, ISBN 978-3-16-152221-5.
- mit Rolf Krüger: Aufbauschemata Strafrecht/StPO. Münster 2016, ISBN 978-3-86752-423-0.
- mit Friedrich-Christian Schroeder und Andrés Falcone (Hg.): Delitos de posesión o tenencia. Estudios de derecho penal, partes general y especial, y de derecho procesal penal. Buenos Aires 2016, ISBN 978-987-745-044-6.